# Balaur bondoc
Balaur bondoc és una espècie de dinosaure que va viure al Cretaci superior (Maastrichtià) en el que actualment és Romania. Va ser descoberta per Zoltán Csiki de la universitat de Bucarest i va ser descrita a l'agost de l'any 2010. El gènere rep el nom de Balaur, un drac del folklore romanès. Es coneix a partir d'un únic esquelet parcial que presenta uns ossos més curts i pesants que els dels altres dromeosaures. Balaur també destaca pels peus; mentre que els peus de la majoria de dromeosaures tenien una única i llarga urpa al segon dit que es mantenia erecta, lluny del terra, Balaur tenia dues gran urpes retràctils en forma de falç al primer i al segon dit de cada peu.
A part del seu peu estrany, Balaur és únic per ser el teròpode no aviari del Cretaci superior més complet trobat a Europa. També és singular per presentar un gran nombre d'autapomorfies addicionals, incloent un tercer dit de la mà reduït i possiblement no funcional.
L'esquelet parcial - que consisteix en diverses vèrtebres així com la major part de les cintures pectoral i pelviana i les extremitats - va ser trobat a les pedres fangoses vermelles d'una plana d'inundació de la formació de Sebeş a Romania. Durant el Maastrichtià gran part d'Europa estava fragmentada en illes, i es pensa que moltes de les característiques peculiars de l'animal són el resultat de l'"efecte illa", que prediu que les poblacions aïllades tendeixen a evolucionar de maneres inusuals. No és sorprenent que Balaur és més aviat petit en mida, amb les restes esquelètiques recuperades que suggereixen una longitud total d'uns 1,8 o 2,1 metres. Les anàlisis filogenètiques actualment el situen com a més proper a Velociraptor.